# Monasterio de Iviron

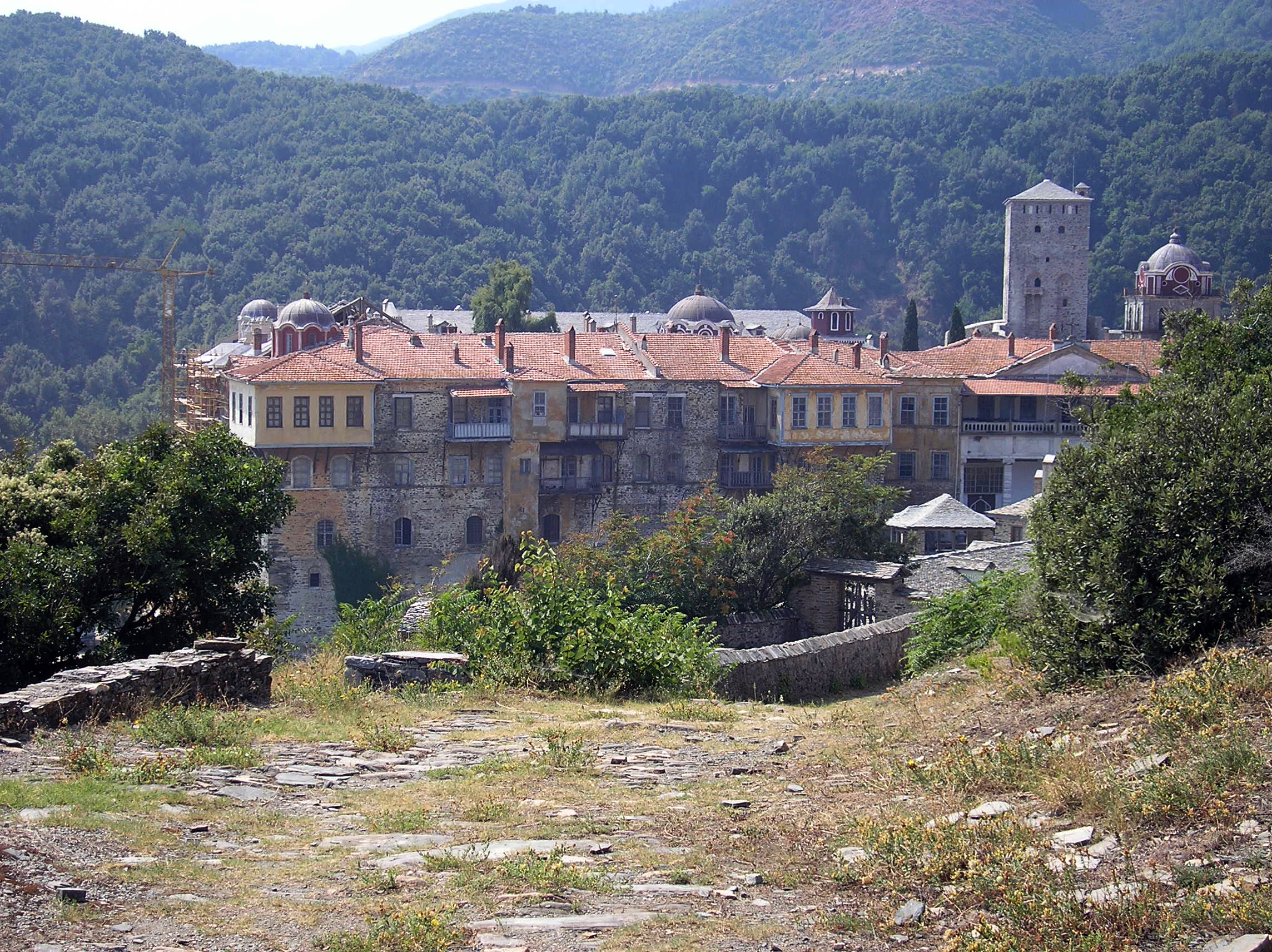
Monasterio de Iviron, visto desde el camino que lo une con el Monasterio de Stavronikita.

El Monasterio de Iviron (en griego: Μονή Ιβήρων, Georgiano: ივერთა მონასტერი) es un monasterio ortodoxo del Monte Athos, Grecia. Es el tercer monasterio de la jerarquía de los monasterios de la Montaña Sagrada. 
Su nombre proviene de que fue fundado entre 980 y 983 por dos monjes georgianos (Ibires, del Reino de Iberia), Ioannis y Efthymios. La tradición dice que la Virgen María visitó este lugar con su hijo y ella le pidió el lugar como regalo. Este es el motivo por el que este lugar, así como todo el Monte Athos, es muy devoto a la Virgen (Panagia) y donde se encuentra el icono de la Virgen de Íver. Está dedicado a la Asunción de la Madre de Dios que se celebra el 15 de agosto en el calendario gregoriano y el 28 de agosto en el calendario juliano.